# Beziehungen zwischen Japan und den Vereinigten Staaten
Die Beziehungen zwischen Japan und den Vereinigten Staaten sind von enger ökonomischer und militärischer Zusammenarbeit und intensivem kulturellen Austausch geprägt. Beide Länder sind seit dem Ende des Zweiten Weltkriegs miteinander verbündet. Für Japan ist das Bündnis mit den Vereinigten Staaten zentrales Element seiner Sicherheits- und Verteidigungspolitik; für die USA gilt Japan als Major non-NATO ally und wichtigster Verbündeter der Region. Ökonomisch sind beide Länder eng verflochten: 22,6 % der japanischen Exporte gingen 2006 in die Vereinigten Staaten, was 8 % der Importe entsprach. Mehr als ein Drittel aller ausländischen Direktinvestitionen in Japan kommen aus den USA. Auf kultureller Ebene bestehen vielfältige institutionelle und persönliche Kontakte, und die Populärkulturen beider Länder beeinflussen einander wechselseitig.

## Historischer Hintergrund

### Erste Kontakte

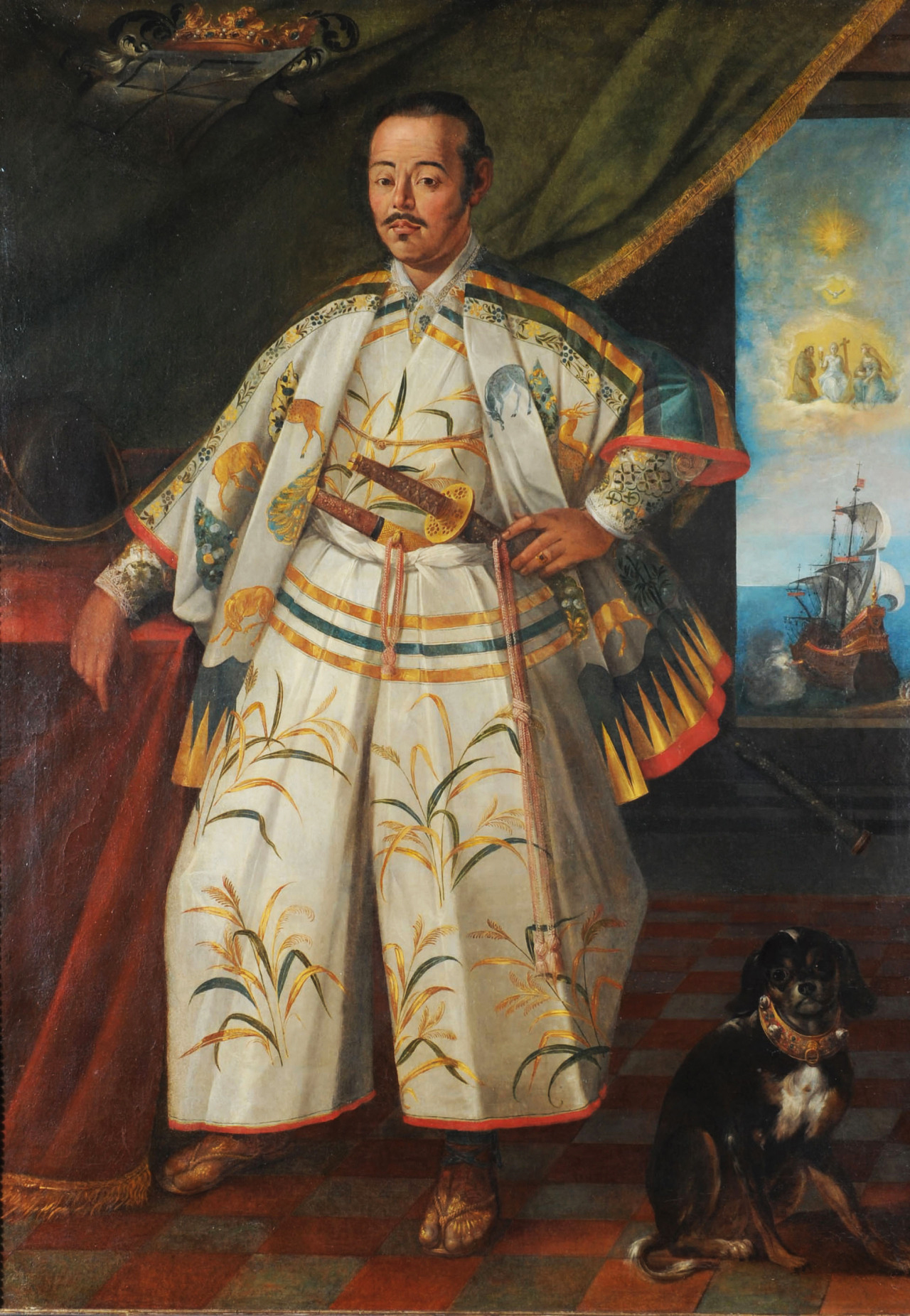
Hasekura Tsunenaga war 1614 der erste japanische Diplomat, der vor der Abschließung Japans Europa und Nordamerika bereiste.

Erste indirekte Handelsbeziehungen zwischen Nordamerika und Japan existierten während der Epoche des Namban-Handels im frühen 17. Jahrhundert; es gab jedoch keinen direkten Kontakt zwischen Japan und den europäischen Kolonien, die später Teil der Vereinigten Staaten wurden, da der Austausch immer über europäische Zwischenhändler abgewickelt wurde.
Einige spanische Schiffe erreichten Japan auf dem Weg von Nueva España, dem heutigen Mexiko. Die Matrosen Christopher und Cosmas waren 1587 die ersten bekannten Japaner, die an Bord von spanischen Schiffen den amerikanischen Kontinent erreichten. 1610 bereiste Tanaka Shōsuke mit 20 weiteren japanischen Gesandten Teile Amerikas auf dem japanischen Schiff San Buena Ventura, das mit Hilfe von William Adams nach europäischen Vorbildern gebaut worden war. 1611 unternahm der spanische Entdecker Sebastián Vizcaíno einen Gegenbesuch, um formelle Beziehungen zwischen Kalifornien und Japan aufzunehmen.
Im Gegenzug zu Vizcaínos Mission reiste die Gesandtschaft des Samurai Hasekura Tsunenaga 1613 an Bord des japanischen Schiffes San Juan Bautista nach Kalifornien, von dort nach Nueva España und schließlich 1614 weiter nach Europa.
1650 erließen die herrschenden Tokugawa die Sakoku-Gesetze, und jeglicher Außenhandel wurde eingestellt. Lediglich Niederländer, Ryūkyūaner, Koreaner und Chinesen durften das Land unter strengen Auflagen betreten. Als die Vereinigten Staaten im 18. Jahrhundert ihre Unabhängigkeit erlangten, gab es keinen Austausch zwischen den beiden Staaten. Über weite Teile des 19. Jahrhunderts bemühten sich die USA wie die europäischen Großmächte um eine Öffnung Japans und die erneute Aufnahme von diplomatischen und Handelsbeziehungen.

### Frühe amerikanische Expeditionen nach Japan
- 1791 landete der amerikanische Entdecker John Kendrick mit der Lady Washington mit William Douglas und der Grace für 11 Tage auf Kii-Ōshima, knapp zwei Kilometer südlich der Kii-Halbinsel bei Kushimoto. Er ist der erste Amerikaner, der bekanntermaßen Japan besuchte.[2]

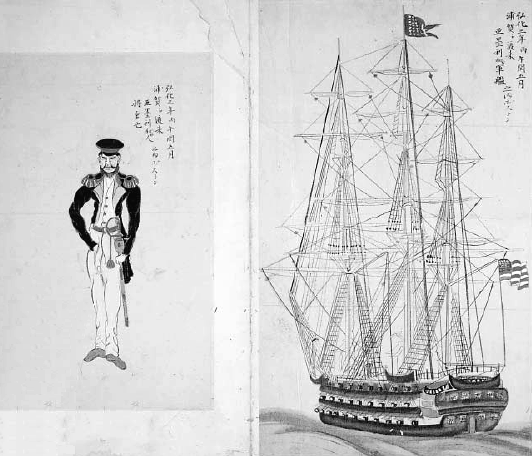
Die USS Columbus von James Biddle und ein Amerikanischer Matrose in der Bucht von Edo 1846.

- Von 1797 bis 1809 konnten die Niederlande wegen ihres Konflikts mit dem Vereinigten Königreich während der Napoleonischen Kriege keine Schiffe nach Japan entsenden und baten die USA, einige amerikanische Schiffe unter niederländischer Flagge Handel in Dejima abzuwickeln.
- 1837 sah Charles W. King, ein Geschäftsmann in Guangzhou, eine Gelegenheit, Japan für den Außenhandel zu öffnen, indem er drei japanische Seeleute nach Japan zurückbringen wollte, die einige Jahre zuvor vor der Küste von Oregon Schiffbruch erlitten hatten. Mit dem unbewaffneten Handelsschiff Morrison fuhr er in die Uraga-Straße, musste aber erfolglos umkehren, nachdem das Schiff mehrfach unter Feuer genommen wurde.
- Commander (Fregattenkapitän) James Biddle ankerte 1846 im Auftrag der US-Regierung, Japan für den Handel zu öffnen, mit zwei Schiffen in der Bucht von Edo; eines der Schiffe war mit 72 Kanonen bewaffnet. Seine Forderungen nach einem Handelsabkommen wurden jedoch nicht beantwortet.
- 1848 segelte Captain James Glynn nach Nagasaki und führte die ersten erfolgreichen Verhandlungen eines Amerikaners mit Japan während des Sakoku. Nach seiner Rückkehr nach Nordamerika empfahl Glynn dem US-Kongress, dass jegliche Verhandlungen zur Öffnung Japans mit einer Demonstration der Stärke einhergehen sollten. Damit wurde der Weg für die späteren Missionen des Commodore (Flottillenadmiral) Matthew Perry geebnet.

### Commodore Matthew Perry und die „Schwarzen Schiffe“

#### Der erste Besuch 1852–1853

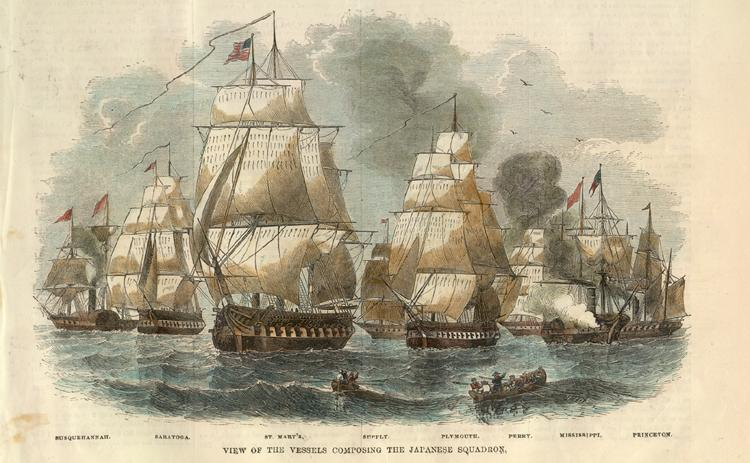
Perrys Flotte für seine zweite Reise nach Japan 1854.

1852 brach Perry mit einem Geschwader von Norfolk aus nach Japan auf, um einen Handelsvertrag abzuschließen. An Bord eines Dampfschiffs mit schwarzem Rumpf ankerte er am 8. Juli 1853 mit den Schiffen Mississippi, Plymouth, Saratoga, und Susquehanna im Hafen von Uraga (heute: Yokosuka) nahe Edo. Vor allem die beiden Dampfschiffe, die Mississippi und die Susquehanna, erregten bei den Japanern größtes Aufsehen. Perry traf sich mit Vertretern des Tokugawa-Shōgunats. Diese wiesen ihn an, nach Dejima weiterzureisen, wo die Sakoku-Gesetze begrenzten Handel mit den Niederländern erlaubten. Perry weigerte sich aber, forderte die Erlaubnis, einen Brief von US-Präsident Millard Fillmore überbringen zu dürfen, und drohte bei Ablehnung die Anwendung von Gewalt an. Da Japan seit Jahrhunderten kaum moderne Technologie importiert hatte, war das japanische Militär nicht in einer Position, sich gegen Perrys Schiffe zu wehren. Diese „Schwarzen Schiffe“ wurden in Japan zum Symbol der technischen Überlegenheit des Westens und der Bedrohung des Kolonialismus für Japan.
Die japanische Regierung musste Perrys Forderung, an Land gehen zu dürfen, akzeptieren, um ein Bombardement zu vermeiden. Am 14. Juli landete er in Kurihama (nahe dem heutigen Yokosuka) an und überreichte den Brief den anwesenden Vertretern. Er brach anschließend nach China auf und kündigte an, später wegen einer Antwort zurückzukommen.

#### Der zweite Besuch 1854
Perry kehrte im Februar 1854 mit doppelt so vielen Schiffen zurück. Die Vertreter der japanischen Regierung erwarteten ihn mit einem Abkommen, das nahezu alle Forderungen aus dem Brief Präsident Fillmores erfüllte. Perry unterzeichnete am 31. März den Vertrag von Kanagawa und reiste in der irrigen Annahme ab, einen Vertrag mit Vertretern des Tennō unterzeichnet zu haben.

### Die japanische Gesandtschaft in die Vereinigten Staaten

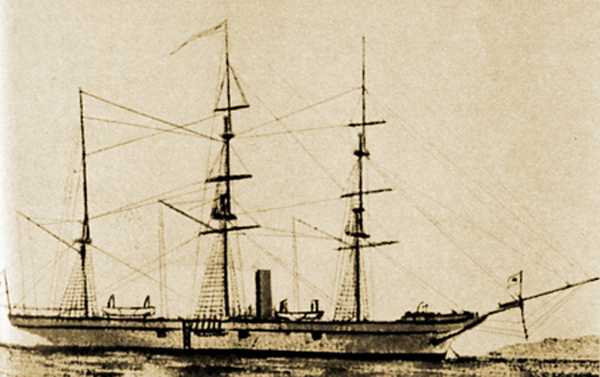
Die Kanrin Maru, Japans erstes Kriegsschiff mit Propellerantrieb, brachte 1860 die japanische Abordnung nach San Francisco.

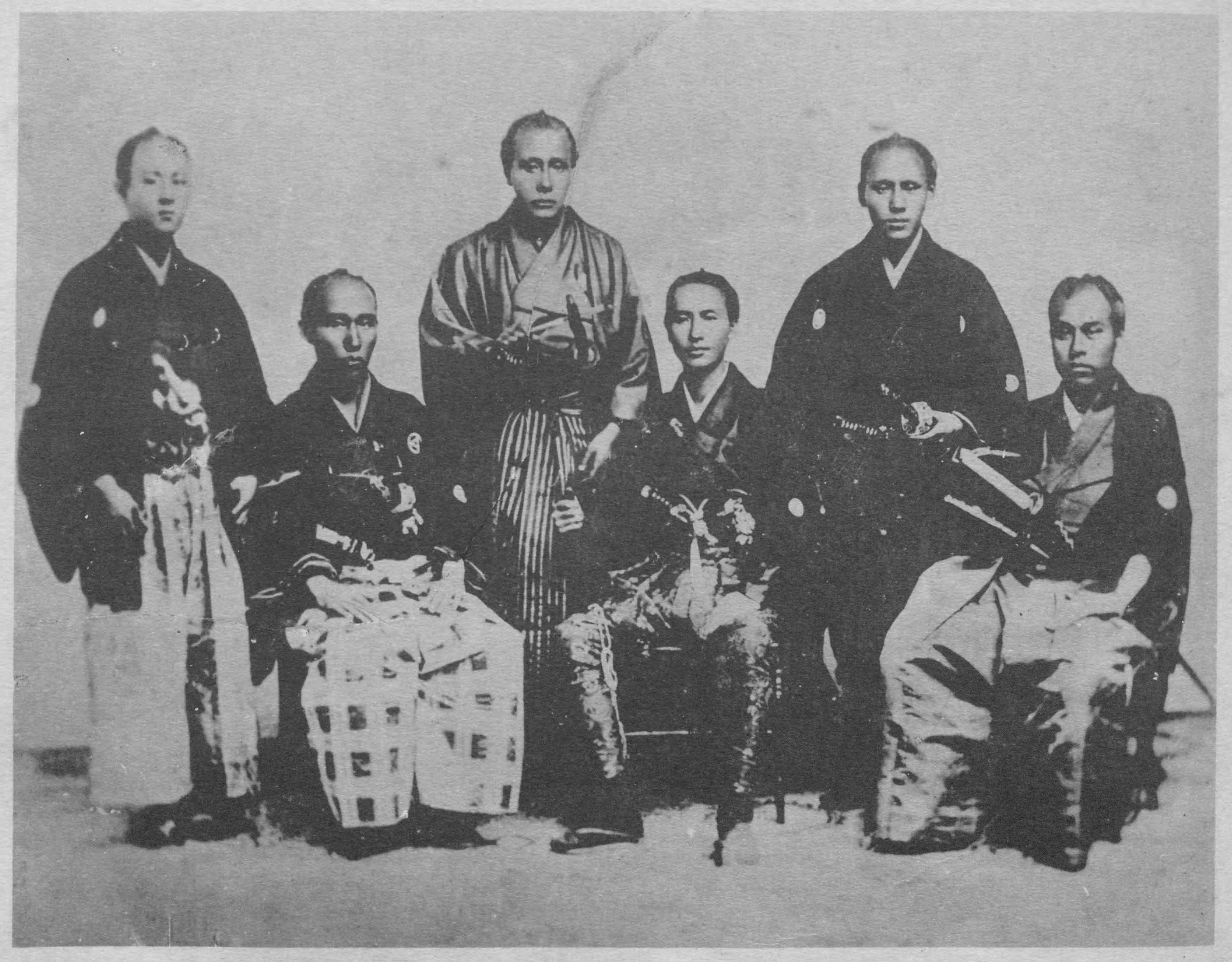
Angehörige der japanischen Gesandtschaft in die USA von 1860 und Seeleute der Kanrin Maru. Fukuzawa Yukichi sitzt rechts.

Hauptartikel:Japanische Gesandtschaft in die Vereinigten Staaten 1860 
Sechs Jahre später schickte der Shōgun das japanische Kriegsschiff Kanrin Maru auf eine Mission in die Vereinigten Staaten. Es war seine Absicht, der Welt zu demonstrieren, dass Japan nun über westliche Navigations- und Schiffbautechnologie verfügte. Am 19. Januar 1860 verließ die Kanrin Maru die Uraga-Straße in Richtung San Francisco. Zur Gesandtschaft gehörten neben Kapitän Katsu Kaishū unter anderem Nakahama Manjirō und Fukuzawa Yukichi. An Bord amerikanischer Schiffe reiste die Gesandtschaft über Panama weiter nach Washington, D.C.
Offizielles Ziel der Mission war die erstmalige Entsendung einer japanischen Gesandtschaft in die Vereinigten Staaten und die Unterzeichnung des neuen japanisch-amerikanischen Freundschafts- und Handelsvertrags. Außerdem versuchte die Delegation ohne Erfolg einige Klauseln der ungleichen Verträge, die mit Matthew Perry abgeschlossen worden waren, zu revidieren.

### Beziehungen in der Meiji-Zeit
Während der Meiji-Zeit betrieb Japan eine rapide Industrialisierung und gesellschaftliche Modernisierung und bezog sich dabei vor allem auf westliche Vorbilder. Wichtigste Partner waren dabei Großbritannien und Preußen (bzw. das Kaiserreich), aber auch mit den Vereinigten Staaten entstand zunehmender Austausch. Viele Vorfahren japanischer Amerikaner wanderten in dieser Zeit in die USA aus. Umgekehrt kamen viele amerikanische Gelehrte nach Japan; einer davon war der Englischprofessor Horace Wilson, dem die Japaner ihren Nationalsport verdanken, als er 1872 den Baseball in Japan einführte.
Auf Regierungsebene bemühte sich Japan zunächst um eine Revision der ungleichen Verträge, später dann um einen Ausgleich mit den westlichen Großmächten zur Absicherung der Expansionspolitik in Ostasien. Durch das Anglo-Japanische Bündnis von 1902 wurde Japan an die Westmächte gebunden und kämpfte im Ersten Weltkrieg an der Seite der Alliierten.

### Zunehmende Spannungen zwischen den Weltkriegen

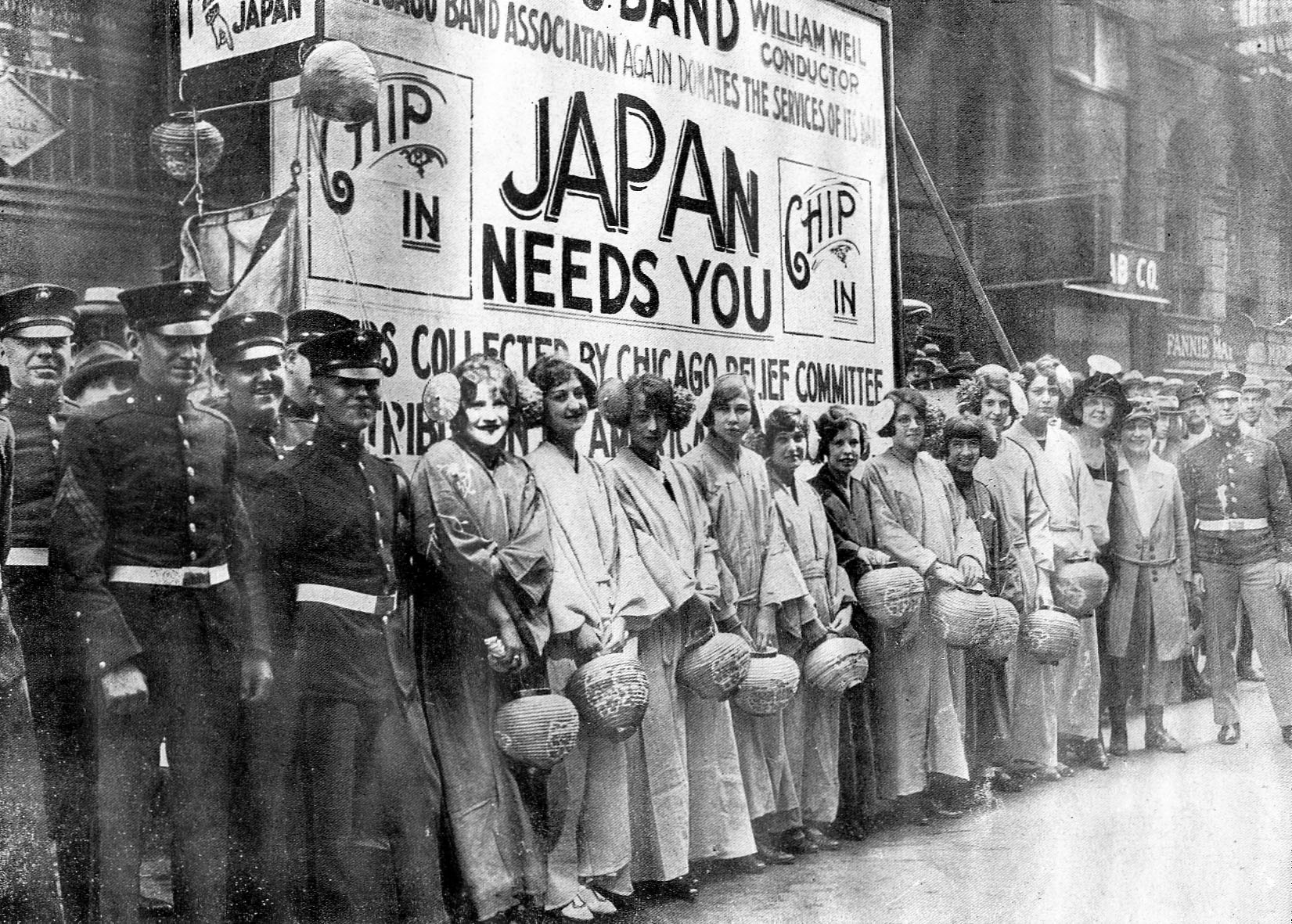
Präsident Calvin Coolidge unterstützte Hilfsaufrufe in den USA nach dem Großen Kantō-Erdbeben.

Japan war mit dem Ergebnis der Pariser Friedenskonferenz 1919 nur bedingt zufrieden: Es durfte zwar die deutschen Kolonien im Pazifik und Qingdao behalten, die ursprünglich mit elf Stimmen angenommene Klausel zur Rassengleichheit wurde aber auf Initiative von US-Präsident Woodrow Wilson nicht aufgenommen. Auch auf anderen Gebieten entwickelten sich Spannungen: In der Washingtoner Flottenkonferenz sah sich Japan gegenüber den USA und Großbritannien bei der Flottenrüstung benachteiligt, und das japanische Expansionsstreben in China forderte trotz des Lansing-Ishii-Abkommen und des Neun-Mächte-Vertrags immer stärker die USA heraus, die weiterhin vergeblich an der Politik der offenen Tür festhielten.

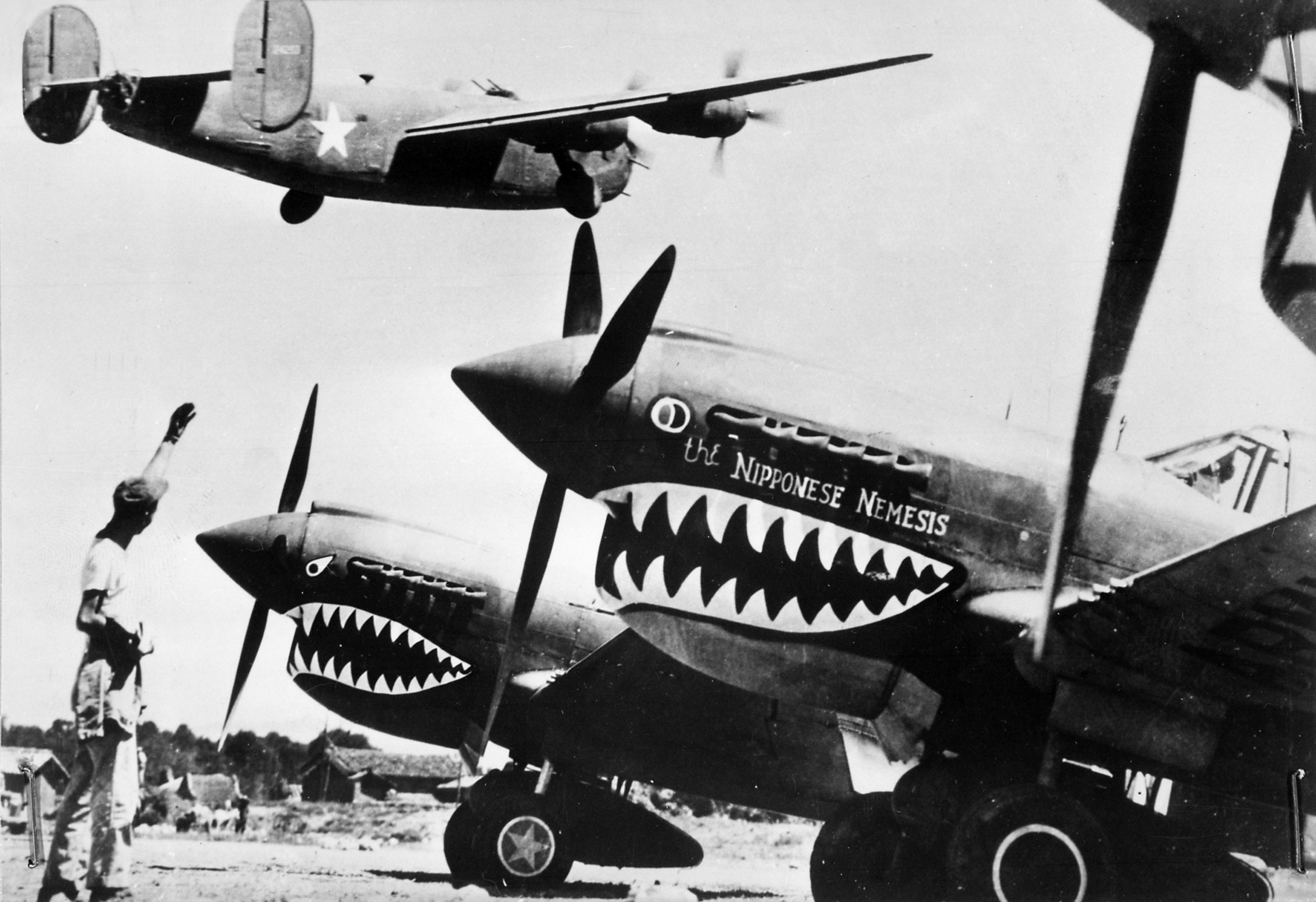
Die American Volunteer Group (bekannt durch die „Flying Tigers“), die China im Kampf gegen Japan unterstützen sollte, wurde 1941 noch vor dem Angriff auf Pearl Harbour aufgebaut.

Während der Zeit der Taishō-Demokratie in den 1920er Jahren waren Teile beider Gesellschaften weiterhin um gute Beziehungen bemüht, was sich z. B. im Austausch von Friendship Dolls oder der US-Hilfe nach dem Großen Kantō-Erdbeben manifestierte. Die Militarisierung auf japanischer Seite und die isolationistische Haltung der USA vor und während der Weltwirtschaftskrise führten jedoch zu einer zunehmenden Entfremdung. Auch rassistische Sichtweisen trugen zu einer Abkühlung bei: Auf amerikanischer Seite wurden Gesetze gegen Landkauf und Einwanderung von Asiaten erlassen.
Als in den 1930er Jahren das Militär immer stärker die Kontrolle in Japan übernahm, bewegten sich die beiden Länder weiter auseinander. Nach dem Beginn des Kriegs mit China 1937 war die Beziehung überwiegend von Misstrauen und Rivalität gekennzeichnet. Sanktionen der USA wie das Schrottembargo, Zwischenfälle wie der Panay-Vorfall, die japanischen Kriegsverbrechen wie das Nanking-Massaker und schließlich Japans Beitritt zu den Achsenmächten verstärkten auf beiden Seiten die Erwartung einer militärischen Konfrontation. Durch den Angriff auf Pearl Harbor am 7. Dezember 1941 setzte das japanische Militär allen diplomatischen Bemühungen ein Ende und zog die USA in den Pazifikkrieg, der erst 1945 nach den Atombombenabwürfen auf Hiroshima und Nagasaki und dem Kriegseintritt der UdSSR mit der Kapitulation Japans endete.

## Politische Beziehungen

### Besatzungszeit nach dem Zweiten Weltkrieg

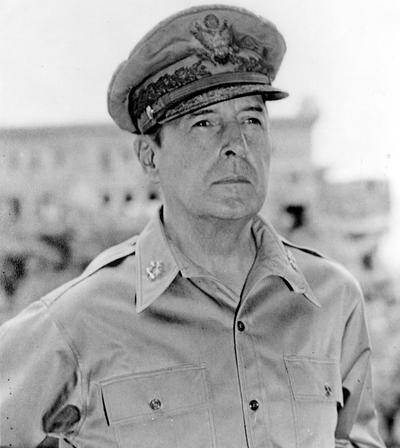
General Douglas MacArthur (Makkāsā) leitete die Besatzungsverwaltung und verkörpert in Japan die „Stunde Null“.

Nach dem Ende des Zweiten Weltkrieges war Japan von den Alliierten unter Führung der Vereinigten Staaten besetzt; Beiträge leisteten auch Truppen aus Australien, Britisch-Indien, dem Vereinigten Königreich und Neuseeland. Erstmals in der aufgezeichneten Geschichte waren die japanischen Inseln von einer ausländischen Macht besetzt.
Die Besatzungszeit endete formell mit dem Friedensvertrag von San Francisco, der am 8. September 1951 unterzeichnet wurde und am 28. April 1952 in Kraft trat.

### 1950er: Nach der Besatzung

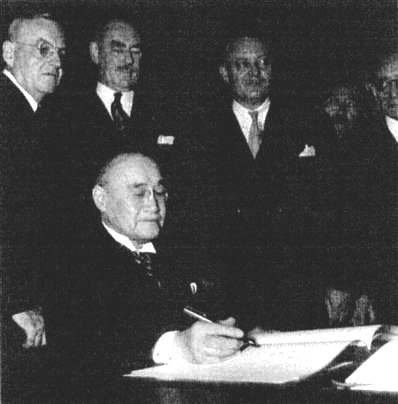
Premierminister Yoshida Shigeru bei der Unterzeichnung des ersten Sicherheitsvertrages 1951 in San Francisco.

Mit dem Ende der Besatzungszeit am 28. April 1952 waren Japan und die Vereinigten Staaten gleichberechtigte Partner. Allerdings war die Gleichberechtigung zunächst nur formal, weil Japan damals noch stark von amerikanischer Wirtschafts- und Militärhilfe abhängig war. 1954 erreichte Japan erstmals einen Zahlungsbilanzüberschuss mit den USA, was hauptsächlich auf den Rückfluss von US-Militär- und Hilfsausgaben in Japan zurückzuführen war.
Das Gefühl der Abhängigkeit im japanischen Volk nahm ab, als die verheerenden Folgen des Zweiten Weltkrieges allmählich in den Hintergrund traten und der Handel mit den USA zunahm. Der wirtschaftliche Wiederaufbau stärkte das Selbstbewusstsein; ein Bedürfnis nach größerer Unabhängigkeit von amerikanischem Einfluss kam auf. Während der 1950er und 1960er Jahre äußerte sich dies vor allem in der Einstellung gegenüber den Militärbasen auf den vier Hauptinseln und auf den Ryūkyū-Inseln, die ebenso wie die Ogasawara-Inseln (Bonin-Inseln) auch nach Abschluss des Friedensvertrages unter US-Souveränität blieben. In Anerkennung des öffentlichen Wunsches nach Rückgabe dieser Gebiete gaben die USA bereits 1953 ihre Kontrolle über die Amami-Inseln, den nördlichen Teil der Ryūkyū-Inseln, auf. Eine feste Zusage über die Rückgabe Okinawas, das nach Artikel 3 des Friedensvertrages auf unbestimmte Zeit unter US-Militärverwaltung stehen sollte, wurde jedoch nicht gemacht. Das japanische Parlament forderte im Juni 1956 in einer Resolution die Rückgabe Okinawas an Japan.
Die japanische Regierung musste zwischen dem Druck der Linken, die eine Loslösung von den USA fordere, und der Notwendigkeit militärischen Schutzes balancieren, der vor dem Hintergrund des endgültigen Sieges der Kommunisten in (Festland-)China und des Koreakrieges für ein westgebundenes Japan unerlässlich schien.

### 1960er: Militärbündnis und Rückgabe Okinawas

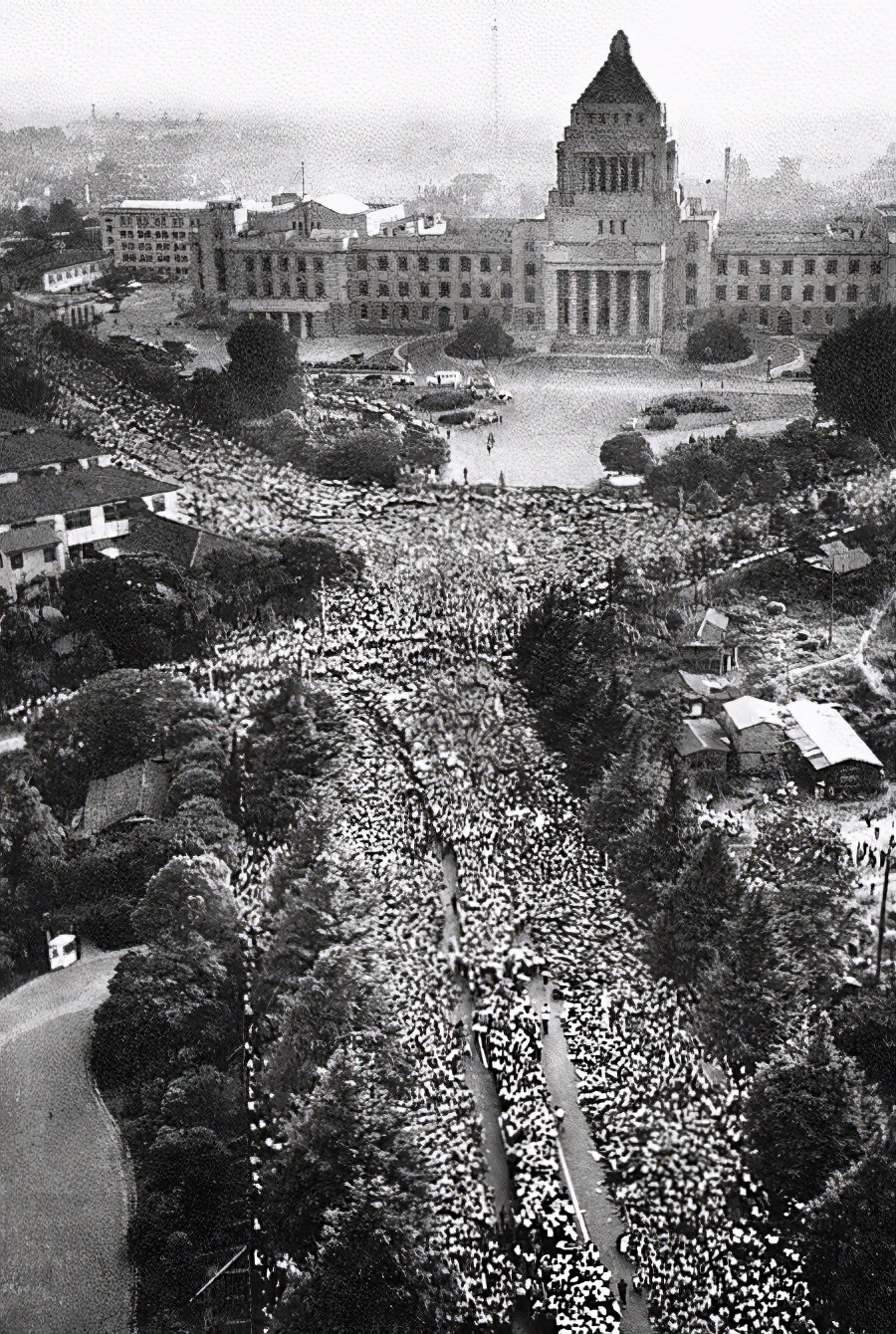
Vorplatz des Parlamentsgebäudes in Tokio auf dem Höhepunkt der Demonstrationen und Generalstreiks gegen die Neuauflage des Sicherheitsvertrags im Juni 1960

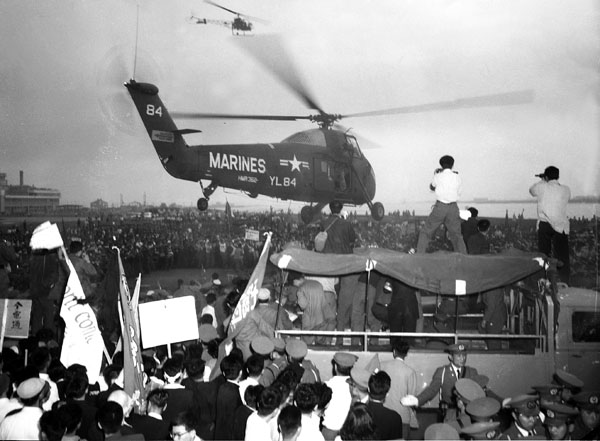
Ein Helikopter der Marines befreite James Hagerty aus der Belagerung durch Demonstranten nach seiner Ankunft am Flughafen Haneda.

1959 begannen bilaterale Gespräche über eine modifizierte Neuauflage des Sicherheitsvertrages von 1952. Der Vertrag über gegenseitige Kooperation und Sicherheit zwischen Japan und den Vereinigten Staaten kam am 19. Januar 1960 in Washington, D.C. zur Unterzeichnung. Als am 5. Februar der Ratifizierungsprozess des Vertrages im japanischen Parlament begann, war dies der Ausgangspunkt für eine massive Protestwelle der politischen Linken, die vor allem von den Gewerkschaften und Studentenverbänden getragen wurde. Im Shūgiin, dem japanischen Unterhaus, wurde er am 20. Mai ratifiziert; allerdings verhinderten Boykotte der SPJ, der KPJ und Großdemonstrationen und Ausschreitungen von Studenten und Gewerkschaften eine Ratifizierung im Oberhaus, dem Sangiin. Der Aufruhr setzte sich fort: Ein geplanter Besuch von Präsident Dwight D. Eisenhower wurde verschoben (und fand nie statt), nachdem die Wagenkolonne von James Hagerty, seinem Pressesprecher, bei einem Besuch im Juni 1960 am Flughafen Haneda belagert wurde. Premierminister Kishi Nobusuke trat am 15. Juli zurück; allerdings erst, nachdem am 19. Juni der Vertrag in Kraft getreten war. (Nach 30 Tagen ohne Abstimmung im Sangiin galt das Votum im Shūgiin als verbindlich und der Vertrag war automatisch ratifiziert.)
Dem Sicherheitsvertrag zufolge waren beide Seiten im Falle eines bewaffneten Angriffs auf Gebiete unter japanischer Verwaltung zu gegenseitiger Unterstützung verpflichtet. Entsprechend der damaligen Interpretation von Artikel 9 der japanischen Verfassung, dass Japan keine Truppen nach Übersee entsenden dürfe, war eine direkte Unterstützung der Vereinigten Staaten durch japanische Truppen nicht vorgesehen. Der Vertrag schloss die Ryūkyū-Inseln nicht ein, die weiterhin unter US-Verwaltung standen; ein Zusatzprotokoll sah vor, dass sich beide Regierungen im Falle eines Angriffs auf diese Gebiete abstimmen und angemessene Maßnahmen ergreifen würden. Außerdem wurde vereinbart, dass Veränderungen der Stationierung von US-Truppen und deren Ausrüstung vorher zwischen beiden Regierungen abgestimmt werden sollten. Auch Vereinbarungen über die Vertiefung der internationalen Zusammenarbeit und eine Verbesserung der Wirtschaftsbeziehungen wurden festgehalten. Der neue Vertrag hatte eine Laufzeit von zehn Jahren; danach kann der Vertrag von jeder Seite mit einem Jahr Vorankündigung gekündigt werden.
Beide Länder arbeiteten eng zusammen, um das Versprechen der Vereinigten Staaten zu erfüllen, das in Artikel 3 des Friedensvertrages festgeschrieben war, nach dem alle von Japan im Krieg erworbene Territorien zurückgegeben werden sollten. Im Juni 1968 wurden die Ogasawara-Inseln (Bonin-Inseln) einschließlich Iōjima zurückgegeben. 1968 und 1969 wurde die fortgesetzte Besetzung Okinawas und der Sicherheitsvertrag erneut Anlass einer Protestwelle der Linken. Die Situation beruhigte sich erst, nachdem Premierminister Satō Eisaku 1969 nach Washington reiste; dort unterzeichnete er eine Vereinbarung mit Präsident Richard Nixon, nach der eine Vereinbarung über die Rückgabe Okinawas im Jahr 1972 gefunden werden sollte. Nach 18-monatigen Verhandlungen wurde im Juni 1971 der Vertrag über die Rückgabe Okinawas 1972 unterzeichnet.
Die unumstößliche Haltung der japanischen Regierung zum Sicherheitsvertrag und die Regelung der Rückgabe Okinawas entfernten zwei Streitfragen aus der politischen Debatte um die Beziehungen zu den USA. Bald bestimmten neue Themen die Diskussion: Als Präsident Nixon im Juli 1971 für 1972 seinen Besuch in China ankündigte, war die japanische Regierung überrascht. Viele Japaner waren verstimmt, dass sie über eine so grundlegende Änderung der Außenpolitik nicht zuvor konsultiert worden waren. Eine Erhöhung der US-Importzölle um zehn Prozent im folgenden Monat,– erneut ohne vorherige Gespräche – die japanische Exporte behinderte, löste weitere Verstimmungen aus. Im Dezember 1971 wurden die Beziehungen weiter durch die Finanzkrise in der Folge der Neubewertung des japanischen Yen belastet (siehe Bretton-Woods-System#Krise und Zusammenbruch).
Die Ereignisse von 1971 leiteten eine neue Phase der Beziehungen ein, während der sich beide Seiten auf sich verändernde globale Gegebenheiten reagierten und politische und wirtschaftliche Spannungen auftraten, ohne jedoch grundsätzlich die enge Partnerschaft zu gefährden. Auf politischer Ebene stand das Bemühen der USA im Vordergrund, Japan zu größeren Beiträgen zu seiner eigenen Verteidigung und der regionalen Sicherheit zu bewegen. Japans Handelsbilanz gegenüber den USA war erstmals 1965 positiv; wachsende Exportüberschüsse Japans verursachten ein immer größeres Ungleichgewicht in der bilateralen Zahlungs- und Handelsbilanz.

### 1970er: Engere Sicherheitskooperation und erste Handelskonflikte
Das Ende des Vietnamkrieges mit dem Rückzug der USA 1975 führte dazu, dass die Bewertung von Japans Rolle in der Sicherheitsarchitektur Ostasiens und seine eigene Verteidigung erneut auf die Tagesordnung kam. Die Unzufriedenheit der USA mit dem Beitrag Japans äußerte sich 1975, als Verteidigungsminister James R. Schlesinger Japan öffentlich kritisierte. Die japanische Regierung – gebunden durch Artikel 9 der Verfassung und die stark pazifistisch geprägte öffentliche Meinung – reagierte langsam auf die Forderung nach einem Ausbau der Selbstverteidigungsstreitkräfte. Sie erhöhte jedoch stetig den Verteidigungshaushalt und zeigte ihre Bereitschaft, sich stärker an den Unterhaltskosten für US-Militärstützpunkte zu beteiligen. 1976 errichteten beide Länder formell einen Unterausschuss zum Konsultativrat des Sicherheitsvertrages von 1960, der sich mit der Verteidigungszusammenarbeit befassen sollte. Dieser Unterausschuss entwickelte neue Richtlinien für die militärische Zusammenarbeit, nach denen neue gemeinsame Einsatzpläne für den Fall eines Angriffs auf Japan erstellt wurden.
In Reaktion auf die Forderung der Verbündeten nach einer stärkeren Rolle Japans entwickelte Premierminister Ōhira Masayoshi eine „umfassende Sicherheits- und Verteidigungsstrategie zur Bewahrung des Friedens“. Danach sollte Japan enger mit den Vereinigten Staaten zusammenarbeiten, um eine ausgewogenere Zusammenarbeit und größere Autonomie auf globaler Ebene zu erreichen. Diese neue Politik wurde im November 1979 auf die Probe gestellt, als bei der Geiselnahme von Teheran 60 Geiseln in der US-Botschaft in Teheran festgehalten wurden. Japan verurteilte den Vorfall als eine Verletzung internationalen Rechts; gleichzeitig importierten jedoch angeblich japanische Unternehmen bereitwillig iranisches Öl, das nach dem US-Importverbot verfügbar geworden war. Dies führte zu scharfer Kritik seitens der US-Regierung an der mangelnden Sensibilität der japanischen Regierung, die diese Importe zuließ. Japan entschuldigte sich anschließend und beteiligte sich ebenso wie andere US-Verbündete an den Sanktionen gegen den Iran.
In der Folge dieses Zwischenfalls bemühte sich die japanische Regierung stärker um die Unterstützung der internationalen Politik der USA „im Interesse von Stabilität und Wohlstand“. Japan reagierte rasch auf die sowjetische Invasion Afghanistans und erhob Sanktionen gegen die UdSSR. 1981 akzeptierte Japan Forderungen der USA, größere Verantwortung bei der maritimen Verteidigung Japans zu übernehmen, sich stärker an der US-Militärpräsenz in Japan zu beteiligen und die Selbstverteidigungsstreitkräfte weiter auszubauen.
In den Wirtschaftsbeziehungen versuchte Japan die Spannungen zu reduzieren, indem es Handelsbeschränkungsabkommen (orderly market arrangements, OMRs) zustimmte, die Exportquoten festsetzten, ohne dass die USA Zölle und andere Handelsbeschränkungen erhöhte. 1977 wurde ein OMR für Farbfernseher unterzeichnet, zuvor war bereits der Textilhandel auf diese Weise geregelt worden. Auch die Stahlexporte in die USA wurden so beschränkt. Allerdings gab es weitere Streitfragen wie die amerikanischen Beschränkungen für die Entwicklung japanischer Wiederaufbereitungsanlagen, die japanischen Importbeschränkungen im Agrarsektor (z. B. Rindfleisch, Orangen) und die starke Regulierung des japanischen Kapitalmarktes.

### 1980er: Angst vor dem Wirtschaftsriesen

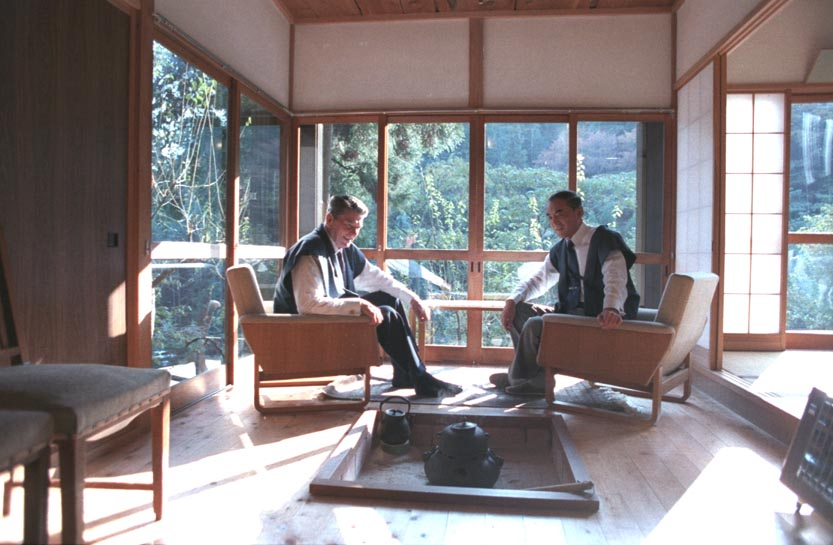
Enge persönliche Beziehungen zwischen Präsident Ronald Reagan und Premierminister Nakasone Yasuhiro förderten die Zusammenarbeit beider Länder. Hier bei einem Besuch in Nakasones Landhaus 1983.

Mit der Wahl von Premierminister Nakasone Yasuhiro schien 1982 eine qualitativ neue Phase der amerikanisch-japanischen Zusammenarbeit zu beginnen. Mitarbeiter der Regierung von Präsident Ronald Reagan arbeiteten eng mit ihren japanischen Partnern zusammen, um basierend auf den gemeinsamen Sichtweisen der Sicherheits- und Außenpolitik eine persönliche Beziehung zwischen den beiden Führern zu entwickeln. Nakasone versicherte der US-Führung Japans Entschlossenheit, gemeinsam gegen die sowjetische Bedrohung zu stehen, eine koordinierte Politik für asiatische Krisenherde wie die koreanische Halbinsel und Südostasien zu entwickeln und eine gemeinsame Position gegenüber China zu finden. Die japanische Regierung begrüßte die Erhöhung des US-Truppenkontingents im Westpazifik und baute selbst die Selbstverteidigungsstreitkräfte weiter aus. Auch nach Nakasones Regierungszeit blieb die Zusammenarbeit eng, allerdings behinderten die innenpolitischen Wirren der späten 80er Jahre (Recruit-Skandal) und die damit verbundenen Regierungswechsel den Aufbau enger persönlicher Beziehungen zwischen Reagans Nachfolger George H. W. Bush und seinen japanischen Amtskollegen.
Ein Beispiel der engen Zusammenarbeit war die schnelle Reaktion Japans auf eine Bitte der USA um größere Unterstützung, nachdem die Kosten der Militärpräsenz in Japan wegen der raschen Yen-Aufwertung Mitte der 80er Jahre explodierten. Die japanische Regierung war bereit, den entstandenen Kostenanstieg auszugleichen. Ein weiteres Beispiel war die Bereitschaft Japans, seine Hilfszahlungen auf Wunsch der USA auf Länder zu konzentrieren, die von strategischer Bedeutung für den Westen waren. Vertreter der Vereinigten Staaten äußerten ihre Zufriedenheit mit der strategischen Unterstützung für Länder wie Pakistan, die Türkei, Ägypten oder Jamaika. Auch die Ankündigung von Premierminister Kaifu Toshiki 1990, Länder Osteuropas und des Mittleren Osten unterstützen zu wollen, folgte diesem Schema. Trotz Beschwerden von japanischen Geschäftsleuten und Diplomaten unterstützte die japanische Regierung im Wesentlichen auch die Politik der USA gegenüber China und Indochina und unterließ größere Hilfsprojekte, solange die Bedingungen dort nicht kompatibel mit den gemeinsamen Interessen Japans und der USA waren.
Während des Golfkriegs 1980–88 bat die US-Regierung um Unterstützung bei der Bewachung von Tankern im Persischen Golf sowie bei Operationen zur Minenbeseitigung. Die japanische Regierung half stattdessen beim Aufbau eines Navigationssystems im Persischen Golf, vergab Kredite an Oman und Jordanien und weitete seine Beiträge zur US-Militärpräsenz in Japan aus. In den Vereinigten Staaten äußerte man zwar auch Verständnis für die verfassungsrechtliche Situation, die die Entsendung von japanischen Truppen unmöglich machte; teilweise konstatierte man aber auch mangelnde Bereitschaft seitens Tōkyō, in sensiblen Fragen zu kooperieren.
Der wichtigste Bereich, in dem die Zusammenarbeit sich in den 1980er Jahren zunehmend verschlechterte, waren jedoch die Wirtschaftsbeziehungen. Die USA drängten Japan zur Marktöffnung und Deregulierung in bestimmten Bereichen. Die japanische Regierung war auch aufgrund der engen Verflechtung mit Interessengruppen nicht willens einzulenken. Da sie aber auch die Beziehungen zu den USA nicht belasten wollte, setzte sie auf langwierige Verhandlungen, die sich über Jahre hinziehen konnten. Auf diese Weise gab sie den betroffenen Wirtschaftszweigen im Inland Gelegenheit sich anzupassen und konnte zugleich die entsprechenden Marktöffnungsvereinbarungen abschwächen. Diese waren am Ende oft vage formuliert und anschließend Gegenstand von Streitigkeiten bei der Auslegung.
Trotz der zunehmenden ökonomischen Interdependenz gerieten die Beziehungen in der zweiten Hälfte der 1980er Jahre in eine Krise. Die amerikanische Regierung betonte weiterhin die positiven Aspekte, äußerte aber auch eine dringende Notwendigkeit eines „neuen konzeptuellen Rahmens“. The Wall Street Journal veröffentlichte eine Reihe von Berichten über die sich verändernden Beziehungen und warf die Frage auf, ob in den 90er Jahren enge Zusammenarbeit der beiden Länder möglich oder wünschenswert sei. 1990 äußerte die Commission on US-Japan Relations for the Twenty-first Century in Washington in einer Bewertung von öffentlicher und veröffentlichter Meinung ihre Besorgnis, dass eine „neue Orthodoxie von Misstrauen, Kritik und erheblicher Selbstgerechtigkeit“ die engen Beziehungen gefährden könne.

Der Yen-Gegenwert des Dollars halbierte sich in der zweiten Hälfte der 80er Jahre.

Der Wandel in den relativen Stärken der japanischen und amerikanischen Wirtschaft war besonders in den 1980er Jahren rapide. Dies betraf nicht nur das jährliche Handelsbilanzsaldo das zwischen $ 40–48 Millionen lag, sondern insbesondere führte es zu einer starken Aufwertung des Yen (insbesondere nach dem Plaza-Abkommen 1985), der Japan die Möglichkeit gab, umgekehrt mehr Waren aus den USA einzuführen und dort in bedeutendem Maße zu investieren. Bis zum Ende der Dekade war Japan zum zweitgrößten ausländischen Kapitalgeber nach Großbritannien geworden, was einige Amerikaner beunruhigte. Darüber hinaus schien Japan mit seiner ökonomischen Macht nun in der Lage auch in den Hochtechnologiebereichen, in denen die USA noch Weltmarktführer waren, zu investieren. Demgegenüber schienen die USA durch die hohe Verschuldung der Unternehmen sowie öffentlicher und privater Haushalte und durch die niedrige Sparquote benachteiligt.
Ende der 1980er Jahre führte die zunehmende Überforderung der UdSSR mit ihren inneren und ökonomischen Problemen, der damit einhergehende Zerfall der Sowjetunion sowie die Auflösung des Ostblocks zu einer Neubewertung des Bündnisses durch die Regierungen Japans und der USA. Beide stellten die Sicherheitsbeziehungen in den Vordergrund und gaben ihr Vorrang vor ökonomischen Streitigkeiten. Einige betonten weiterhin die Bedrohung, die die sowjetische Militärpräsenz in Asien für beide Länder darstellte: Solange die UdSSR seinen gemäßigten Kurs in Europa nicht durch einen Truppenabbau im Fernen Osten bestätige, sollten die USA und Japan weiterhin wachsam und einsatzbereit sein. Zunehmend traten jedoch auch andere positive Aspekte der Sicherheitsbeziehungen in den Vordergrund, insbesondere die abschreckende Wirkung gegenüber anderen potentiell bedrohlichen Kräften, allen voran die Demokratische Volksrepublik Korea. Gleichzeitig gab es einige Stimmen in den USA, die die Allianz angesichts des ökonomischen Aufstiegs Japans auch als Mittel sahen, das militärische Potential Japans unter Kontrolle der USA zu halten.

### 1990er: Nach dem Kalten Krieg
In den 1990er Jahren schien die Zukunft der amerikanisch-japanischen Beziehungen unsicherer als je zuvor seit Ende des Zweiten Weltkriegs. Als langjährige militärische Verbündete und in zunehmender gegenseitiger wirtschaftlicher Abhängigkeit arbeiteten die Vereinigten Staaten und Japan auf vielen Gebieten eng zusammen, um ihre internationalen Interessen und demokratische Werte zu sichern.

#### Engere Verflechtung
Trotz der Verstimmungen Ende der 80er hatten sich die Beziehungen in den vergangenen Jahrzehnten insgesamt erheblich verbessert und intensiviert. 1990 machten die beiden Volkswirtschaften zusammen rund ein Drittel des globalen Bruttoinlandsprodukts (BIP) aus. Elf Prozent der US-Exporte gingen nach Japan (der zweitgrößte Anteil nach Kanada), 34 % der japanischen Exporte gingen in die USA. 1991 gingen 148 Milliarden Dollar Direktinvestitionen von Japan in die USA, in umgekehrter Richtung waren es $ 17 Milliarden. US-Staatsanleihen im Wert von $ 100 Milliarden wurden von japanischen Institutionen gehalten und finanzierten somit einen erheblichen Teil des Haushaltsdefizits. Neben dem ökonomischen kam es zu vielfältigen Formen wissenschaftlichen, technologischen, touristischen und kulturellen Austauschs; und in beiden Gesellschaften wurde der Partner weiterhin als der wichtigste Verbündete in der asiatisch-pazifischen Region betrachtet. Und trotz der Entwicklungen der späten 80er Jahre zeigten Umfragen, dass Mehrheiten in beiden Ländern das Bündnis als lebenswichtig ansahen.
Im Umfeld nach dem Ende des Kalten Krieges wuchs die Bedeutung der wirtschaftlichen gegenüber der militärischen Macht als Mittel der Weltpolitik. Damit wuchsen auch die Erwartungen an Japan, in größerem Maße Verantwortung in internationalen Fragen zu übernehmen.

#### Veränderte öffentliche Sichtweisen
Mit der Abnahme der Bedrohung durch die UdSSR, der engeren Wirtschaftsverflechtung und damit einhergehenden Konflikten veränderte sich auch die öffentliche Sichtweise des Bündnisses in beiden Ländern, insbesondere in den USA. Dort wurde Japans Wirtschaftsmacht zunehmend als Bedrohung empfunden, die größer war als die Gefahr durch die Sowjetunion – eine Reihe von Umfragen 1989 und 1990 bestätigte dies. Gleichzeitig zeigten Befragungen der japanischen Öffentlichkeit, dass diese die negativere Sichtweise der Amerikaner der abnehmenden wirtschaftlichen Bedeutung der USA zuschrieben. Außerdem wuchs das Selbstbewusstsein, die eigenen Angelegenheiten ohne ständige Bezugnahme auf die Vereinigten Staaten zu regeln: Das Vertrauen in die Zuverlässigkeit der USA als Führungsmacht war erschüttert.
In beiden Ländern entwickelten sich neue, „revisionistische“ Sichtweisen der gegenseitigen Beziehungen. Einige Beobachter in Japan propagierten einen unabhängigeren Kurs, da die USA zu schwach sei, im globalen Wettbewerb mitzuhalten. Auf amerikanischer Seite warnten manche vor einem unkontrollierbaren Wirtschaftsriesen.
Trotz dieser Akzentverschiebungen blieb die öffentliche Sicht der Beziehungen jedoch im Kern dieselbe: Für Japan waren die USA weiterhin der engste Verbündete, Garant der äußeren Sicherheit, wichtigster Wirtschaftspartner und kultureller Bezugspunkt; und die meisten Amerikaner hatten weiterhin eine positive Sicht Japans, respektierten die japanischen Erfolge und befürworteten die militärische Unterstützung.
In einer seit 1960 jährlich im Auftrag des japanischen Außenministeriums durchgeführten Gallup-Umfrage unter „Meinungsführern“ blieb bis 2009 Japan der wichtigste Partner der Vereinigten Staaten in Asien vor China. 2010 hielt eine Mehrheit von 56 Prozent der Befragten China erstmals für den wichtigeren Partner. 90 Prozent der „Meinungsführer“ hielten dabei Japan für einen zuverlässigen Verbündeten.

#### Marktöffnung
Mit dem Ende des Kalten Krieges und den Regierungswechseln in beiden Ländern unterliefen die Beziehungen eine Phase von Unsicherheit und Spannungen. Zwar wurden mit dem Abschluss der Uruguay-Runde der GATT-Verhandlungen einige Streitfragen beseitigt: Japan hatte angesichts der zurückgehenden Reisproduktion im Inland erstmals Importen in begrenztem Umfang zugestimmt; aber das weiter wachsende bilaterale Handelsbilanzdefizit der USA führte zu weitergehenden Forderungen Washingtons nach spezifischen Zielen bei der Marktöffnung. Nach fünfzehnmonatigen Verhandlungen schlossen die beiden Regierungen am 1. Oktober 1994 ein Abkommen, das drei wichtige Märkte für US-Importe öffnete: den Versicherungsmarkt, den Telekommunikationssektor und den Markt für Medizintechnik. Eine Vereinbarung über Autos und Autoteile war zwar vorerst gescheitert, sollte aber innerhalb von dreißig Tagen zum Abschluss kommen.

### Im neuen Jahrtausend: Eine stärkere Allianz

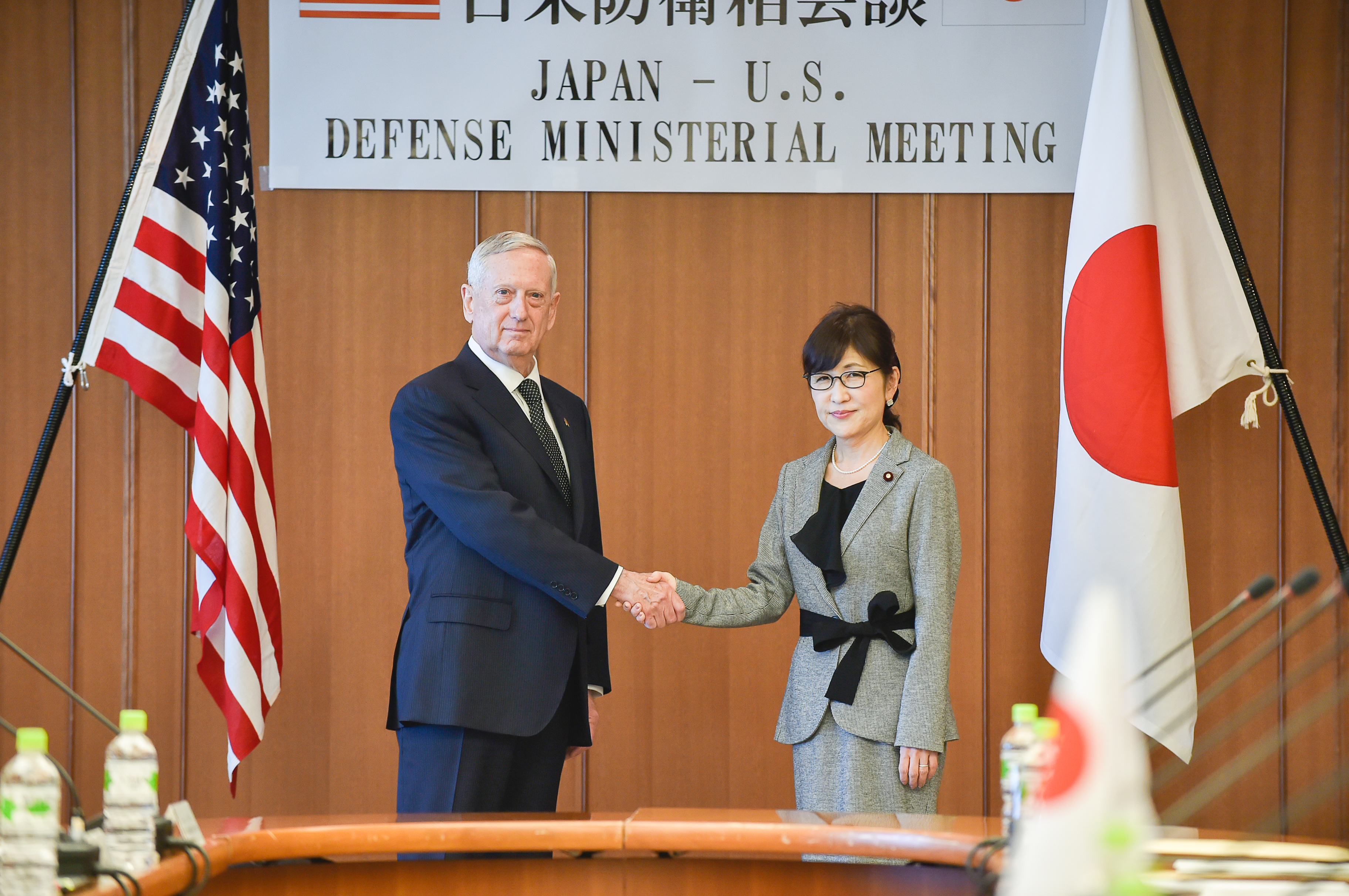
Die Verteidigungsminister Mattis und Inada im Februar 2017. Regelmäßige Konsultationen auf Ministerebene unterstreichen die Bedeutung des Bündnisses für beide Seiten.

In den späten 90er Jahren verbesserten sich die Beziehungen deutlich. Die Deflationskrise in Japan nach dem Platzen der bubble economy, der Aufschwung in den USA und der Aufstieg Chinas, reduzierten die empfundene Bedrohlichkeit der japanischen Wirtschaftsmacht. Nach dem Ende der Sowjetunion fand sich mit dem „Schurkenstaat“ Nordkorea und der kommenden Großmacht China neue Legitimation für das Bündnis. Und durch die zunehmende Bereitschaft der japanischen Regierung sich auch mit Militäreinsätzen im Ausland zu beteiligen intensivierte sich die sicherheitspolitische Zusammenarbeit noch. So beteiligte sich Japan mit einem kleinen Truppenkontingent am Irakeinsatz – wie in anderen Ländern der „Koalition der Willigen“ gegen den Widerstand weiter Teile der Bevölkerung – und ist in den Antiraketenschild der USA einbezogen, wobei die nordkoreanischen Raketentests eine konkrete Rechtfertigung für die Regierung bedeuten. In Sicherheitsstudien wird Japan zuweilen als „Großbritannien des Pazifiks“ bezeichnet, wobei noch Gegenstand wissenschaftlicher Debatte ist, inwieweit dieser Vergleich zutreffend ist.

## Diplomatische Vertretungen
In der Embassy Row in Washington, D.C. befindet sich die japanische Botschaft; daneben unterhält Japan 14 Generalkonsulate, ein weiteres auf Guam sowie außerdem zwei Konsulate in Alaska und auf Saipan.
Die US-Botschaft in Japan befindet sich heute in Akasaka im Tokioter Bezirk Minato, fünf amerikanische Konsulate liegen in Japan, dazu fünf zugeordnete American Centers, die der Pflege der Kulturbeziehungen dienen.

## Wirtschaftsbeziehungen

### Handelsvolumen und Direktinvestitionen
Für die japanische Wirtschaft sind die USA seit langem der wichtigste Handelspartner: 20,12 % der Exporte, 11,41 % der Importe (Nr. 2 nach China), 21,3 % der ausgehenden und 57,3 % der eingehenden ausländischen Direktinvestitionen wurden 2007 mit den USA abgewickelt. Umgekehrt ist Japan für die Wirtschaft der Vereinigten Staaten der viertgrößte Handelspartner, der für 5,4 % der Exporte, 7,4 % der Importe und das zweitgrößte Handelsbilanzdefizit nach China verantwortlich ist. Zu den Exportgütern der USA gehören vor allem Industriegüter (Maschinen, Verkehr) und Agrarprodukte (Fisch, Fleisch, Getreide Soja); umgekehrt werden überwiegend Konsumgüter und Halbfertigprodukte (insbesondere Automobile) gehandelt.

### Abnehmende Spannungen
Nach den zunehmenden Auseinandersetzungen über die Handelsbeziehungen in den 70er und 80er Jahren haben die Spannungen seit den 1990er Jahren deutlich abgenommen. Zum einen hat die Deflationskrise den wirtschaftlichen Aufstieg Japans erheblich gebremst, und China hat Japan als größten Nettoimporteur in den USA abgelöst; zum anderen haben Reformen in Japan, wie die „Big Bang“-Liberalisierung des Finanzmarktes, wichtige Märkte für amerikanische Produkte geöffnet. Zwar gibt es weiterhin einzelne Streitfragen, vor allem im beiderseits durch Handelsschranken beschützten Agrarsektor – beispielsweise wurde die BSE-Krise immer wieder von der japanischen Regierung genutzt, um Importverbote für US-Rindfleisch zu verhängen. Insgesamt dominieren aber gemeinsame Interessen, die sich gelegentlich auch in gemeinsamen Initiativen im multilateralen Kontext wie im APEC oder der WTO ausdrücken.

## Militärische Beziehungen

Wichtige US-Militärbasen in Japan.

US Militärbasen auf Okinawa.

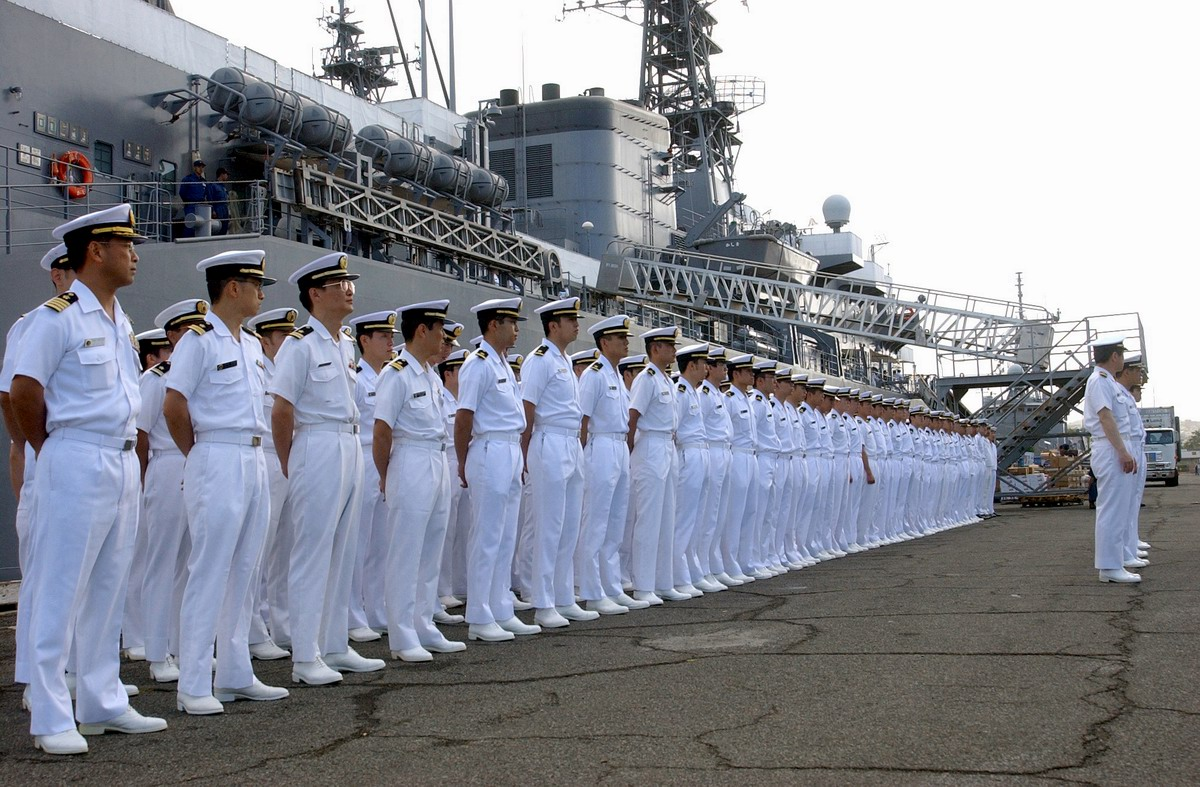
Japanische Matrosen bei einem Besuch in Pearl Harbor.

Der Sicherheitsvertrag von 1952 und seine Neuauflage von 1960 bilden die Grundlage der militärischen Zusammenarbeit zwischen den Vereinigten Staaten und Japan. Nach den Vereinbarungen arbeiten die Militärs beider Länder im Falle eines Angriffs auf Japan zusammen – Japan darf im Falle eines Angriffs auf die USA wegen der pazifistischen Verfassung keine Truppen dorthin entsenden – und eine Reihe von Militärbasen ermöglicht den USA eine dauerhafte Präsenz in der Region, wobei sich Japan an deren Unterhalt beteiligt (1995: rund 5 Mrd. Dollar) und die Vereinigten Staaten die japanische Regierung über Veränderungen der stationierten Kontingente informiert.
Auch bei Entwicklung und Kauf von Waffensystemen arbeiten beide Länder zusammen. Bis in die 1960er erhielt Japan Militärhilfe von den USA, später war der Sicherheitsvertrag die Grundlage für Vereinbarungen über Kauf und Lizenzierung von sensibler Technologie sowie den Austausch von Aufklärungs- und Geheimdienstinformationen und für Abstimmung der Interoperabilität von Waffensystemen.
Zu einer Belastung der Beziehungen und zu öffentlichen Protesten führen immer wieder von Angehörigen des US-Militärs begangene Verbrechen, z. B. die Entführung und Vergewaltigung eines zwölfjährigen Mädchens durch drei Soldaten auf Okinawa 1995 oder die Ermordung eines Taxifahrers in Yokosuka durch einen Nigerianer im Dienste der Navy 2008.

### Ryūkyū-Inseln
Zwar wurden die Ryūkyū-Inseln 1972 ganz unter japanische Souveränität gestellt; allerdings behielt die US-Regierung das Recht zur Stationierung von Truppen, und bis heute sind rund 20 % des Gebiets der Hauptinsel Okinawa militärisches Gebiet. Dort sind etwa 30.000 amerikanische Soldaten stationiert. Diese konzentrierte Präsenz hat dazu beigetragen, dass Okinawa ein Zentrum der Ablehnung der US-Basen und pazifistischer Demonstrationen geworden ist.

### United States Forces Japan
Die in Japan stationierten US-Truppen sind als United States Forces Japan (USFJ) organisiert und unterstehen dem United States Pacific Command. 2007 waren über 33.000 Soldaten in Japan stationiert vor allem auf Okinawa und einigen Stützpunkten auf Honshū und Kyūshū. Davon waren über 14.000 Angehörige der U.S. Marines, über 13.000 der Air Force, knapp 4.000 Navy-Angehörige und knapp 2.000 Army-Soldaten.
1992 waren es noch über 50.000 Soldaten, und das war bereits deutlich weniger als das Kontingent, das während des Kalten Krieges in Japan stationiert war. Während der 90er Jahre hatten die USA versprochen, langfristig mindestens 100.000 Soldaten in Ostasien stationiert zu halten, um die Sicherheit Japans, Taiwans und Südkoreas (wo etwa ebenso viele Soldaten stationiert sind wie in Japan) zu gewährleisten.

### Gemeinsame Operationen und Übungen
Insbesondere seit der Festschreibung von gemeinsamen Verteidigungsrichtlinien 1978 ist auch die laufende Zusammenarbeit beider Militärs sehr eng. Dazu gehören auch langfristig geplante gemeinsame Übungen der USFJ und der Bodenselbstverteidigungsstreitkräfte. Auch die Meeresselbstverteidigungsstreitkräfte führen seit 1955 gemeinsame Übungen mit der U.S. Navy durch; 1980 durften sie erstmals am RIMPAC-Manöver (gemeinsam mit Australien, Kanada und Neuseeland) teilnehmen, zu dem sie inzwischen ebenso wie die südkoreanische Marine und andere pazifische Verbündete regelmäßig eingeladen werden. Die Luftselbstverteidigungsstreitkräfte haben inzwischen zahlreiche Verteidigungs-, Rettungs- und Kommandoübungen mit der U.S. Air Force abgehalten. Ebenso haben die Küstenwachen beider Länder bereits zusammen Manöver durchgeführt.
Seit 1986 wird alle zwei Jahre das Manöver Keen Sword, im Japanischen meist nur Nichibei Kyōdō Tōgō Enshū (日米共同統合演習, dt. etwa „Gemeinsames Japanisch-Amerikanisches Manöver für Integration“) durchgeführt, um für den Verteidigungsfall die reibungslose Zusammenarbeit zwischen amerikanischen und japanischen Teilstreitkräften zu trainieren. 2010 nahmen mit den Streitkräften der Republik Korea erstmals ausländische Beobachter daran teil. Die inzwischen eigenständige Übung Keen Edge (jap. 日米共同統合指揮所演習, Nichibei kyōdō tōgō shikijo enshū), die in Jahren ohne Keen Sword stattfindet, soll die Krisenreaktionsfähigkeit der Kommandostrukturen beider Länder durch Computersimulationen verbessern.
2023 wurde das Bündnis JAROKUS zwischen Südkorea, Japan und den USA vereinbart, welches eine engere sicherheitspolitische und militärische Zusammenarbeit zwischen den drei Staaten vorsieht und eine Reaktion auf die Zusammenarbeit zwischen Nordkorea, China und Russland ist.

## Verschiedenes
Die Sicherheitsvorkehrungen zur Landnutzung in der Nähe mehrerer US-Militäreinrichtungen in Japan wurden im Januar 2024 von Japan bei 6 (von insgesamt 219 Standorten) verschärft. Bei diesen sechs US-Einrichtungen handelt es sich um das Hiro Ammunition Depot, das Akizuki Ammunition Depot, das Kawakami Ammunition Depot, Kure Pier No. 6 und die Haigamine Communication Site in der Präfektur Hiroshima sowie die Itazuki Air Base in der Präfektur Fukuoka.